# 神奈川衛生学園専門学校
神奈川衛生学園専門学校（かながわえいせいがくえんせんもんがっこう）は、神奈川県横須賀市佐野町にある東洋医療総合学科と看護学科を持つ3年制の専門学校である。略称はKEG。学校法人衛生学園が設置母体。系列校に東京衛生学園（東京都大田区）がある。

## 概要
東洋医療総合学科と看護学科の2つの学科を持つ専門学校である。三療師と看護師を養成している。キャンパスは横須賀市佐野町の丘の上に所在する。
キャンパスはかつて所在した横須賀市立陽光小学校の校舎をリフォームした1号館、新築の2,3号館からなる。蔵書数約2万冊の付属図書室、食堂、多目的ホール、地域住民にも開かれた附属のはりきゅう臨床施設がある。
学園祭の名称は「陽光祭」。毎年、秋に開催されており、縁日の模擬店、看護展示、マッサージ体験やお灸講座が人気である。
北京中医薬大学、天津中医薬大学、カリフォルニア州立大学ロングビーチ校、ドイツフィジカルセラピスト協会公認VPTアカデミーと学術交流を行っている。

## 沿革
- 1953年 - 東京都大田区大森北にて、系列校の東京衛生学園開設。初代学長は後藤真一。
- 1955年 - 神奈川県小田原市にて、前身となる小田原衛生学園開設、マッサージ指圧師科開設。
- 1962年 - はりきゅうマッサージ師科開設。
- 1972年 - 足柄下郡湯河原町にて、前身となる湯河原衛生学園開設。
- 1973年 - 設置母体が学校法人後藤学園となる。
- 1977年 - 専修学校となる。
- 1988年 - 小田原校・湯河原校を統合し、小田原市南鴨宮にて、神奈川衛生学園専門学校となる。
- 2013年 - 学園創立60周年を迎えた。横須賀市佐野町に神奈川校新校舎開設[4]。
- 2014年 - 看護学科新設。
- 2015年 - 神奈川校完全移転、小田原市南鴨宮から横須賀市佐野町へ。横須賀市と災害発生時の防災協定の締結をする[5]。
- 2018年 - 東京都墨田区錦糸に本部を置くこひつじ会グループ[6]と事業提携開始、法人名が「学校法人衛生学園」となる。

## 設置学科
- 看護学科 （3年制）
- 東洋医療総合学科（3年制）

## 取得できる資格・免許状
- 看護学科（3年制）
  - 看護師（国家試験受験資格）
- 東洋医療総合学科（3年制）
  - あん摩マッサージ指圧師（国家試験受験資格）
  - はり師（国家試験受験資格）
  - きゅう師（国家試験受験資格）
  - アスレティックトレーナー（日本スポーツ協会公認資格）
- 共通
  - 専門士の称号[7]
  - 大学編入学受験資格（取得単位の置き換え）

## 関連施設・団体
- 学校法人衛生学園
  - 東京衛生学園（系列校：東京都大田区）
  - 中医学教育臨床支援センター（神奈川衛生学園専門学校内）
  - 横浜国際プールはりきゅうマッサージ室（横浜市都筑区の横浜国際プールに所在する衛生学園付属の医療機関）

## アクセス・周辺施設
- 京急本線横須賀中央駅、汐入駅か横須賀線衣笠駅から京浜急行バス「不入斗橋」か「総合体育館」下車。徒歩5分。
- 横須賀中央駅か汐入駅か県立大学駅からは共に徒歩30分前後で到達できる。

### 周辺施設
- 不入斗公園
- 神奈川県道26号横須賀三崎線
- 横須賀市立不入斗中学校
- 横須賀市立鶴久保小学校
- 明谷山妙栄寺（日蓮宗系の単立寺院）・最上位徑王大菩薩
- 天理教 御幸鶴分教会
- 京急ストア 上町店
- 佐野天然温泉「湯処 のぼり雲」

## 関係者

### 出身者
- 白水直樹 - スポーツトレーナー